# Seguiment de cares

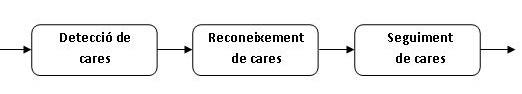
Esquema de seguiment de cares

El seguiment de cares és un cas específic del video tracking.
El seguiment de cares és un procés que consta de dues parts: la primera consisteix en la localització facial, per mitjà d'un sistema de detecció de cares i d'un sistema de reconeixement facial; mentre que la segona consisteix en el seguiment d'aquestes al llarg d'una seqüència d'imatges, és a dir, un vídeo.

## Tipus de sistemes de seguiment de cares
Avui podem catalogar els sistemes de seguiment de cares que s'han construït en 3 grups:
- Seguiment 2D: aquest sistema realitza el seguiment tan sols en posició.

- Seguiment 2½D: aquest sistema fa un seguiment 2D amb alguna informació d'orientació.

- Seguiment 3D: aquest sistema realitza el seguiment en els Sis graus de llibertat del cap.

Els sistemes de seguiment 3D són menys robusts que els sistemes de seguiment 2D, també són molt més precisos i permeten analitzar el moviment de totes les parts de la cara. En canvi, els sistemes de seguiment 2D utilitzen primitives molt simples (el color, els marges, etc.) és per això que són capaços de treballar en unes condicions més adverses (com per exemple una mala il·luminació), permetent una fàcil recuperació davant una fallada de seguiment.

## Tècniques
Hi ha diverses tècniques pel seguiment de cares, entre altres trobem:
- Cerca de patrons:

És una tècnica d'anàlisi que consisteix en donat un patró trobar la seva aparició dins d'un altra imatge més gran. Es pot aplicar també per la detecció d'objectes, reconeixement i correspondència. El mètode més senzill de cerca de patrons és el Template Matching.
- Flux òptic:

El flux òptic defineix els vectors de moviment de diferents parts de la imatge.
S'aplica en seqüències de vídeo. Serveix per a la detecció de moviment, seguiment d'objectes per parts, compressió de vídeo, composició,etc.
- Integrals Projectives:

Les integrals projectives es poden usar en detecció, seguiment i segmentació.
- Anàlisi del color:

Les tècniques anteriors es poden aplicar tant a imatges en color com en escala de grisos. Però n'hi ha d'altres que fan específicament ús del color, entre altres:
- Reprojecció de l'histograma.
- Comparació d'histogrames.

## Mètodes
El seguiment de cares es pot dur a terme mitjançant els següents mètodes:
- Template Matching: Aquest mètode a grans trets és una comparació de plantilles.

- Filtres de partícules:Útil per al mostreig de la distribució subjacent d'espai d'estat dels processos no-lineals i no-gaussià.

- Mètode de reixeta:[1] El seu ús permet dur a terme una reducció logarítmica de l'espai de recerca dels objectes d'interès, possibilitant una execució en temps real dels processos de localització i seguiment de cares humanes i components facials.

## Algorismes
Els algorismes per dur a terme el seguiment de cares poden estar basats en:
- Model
- Característiques: Dins aquest tipus trobem l'algorisme de Camshift. A grans trets es basa en el seguiment del color de la pell humana. L'inconvenient d'aquest algorisme és que no é capaç de diferenciar entre pell de la cara o d'altres parts del cos ni entre diferents cares.

Altres algorismes pel seguiment de cares són:
- Filtre de Kalman
- Mean-shift

## Vídeos exemple de seguiment de cares
- Seguiment de cares[2]
- Seguiment de cares en temps real[3]
- Seguiment de cares en 3D[4]

## Aplicacions
Els sistemes de seguiment de cares són una tècnica bastant nova i fins fa poc les seves possibles aplicacions es limitaven al camp de la videovigilància, per exemple per al monitoratge d'escenes.
Aquesta tecnologia, a poc a poc, s'estan obrint pas en diversos camps i ja podem veure-la implementada en aparells comuns que utilitzem en el dia a dia com ara les càmeres de fotografies digitals o les videocàmeres.
Podem dir que aquesta tecnologia no està en absolut obsoleta, és a dir, que encara queda molts camps en que implementar-la i molt per perfeccionar les tècniques i aportar una millor qualitat.
Actualment, s'està treballant per introduir aquest tipus de sistemes en el camp del videojocs. Fins ara s'ha intentat millorar la qualitat dels gràfics per tal de fer els jocs el més reals possible, hem arribat a un punt en què no es pot millorar gaire més, per això i gràcies a aquesta tecnologia les companyies del sector estan intentant implementar el seguiment de cares per tal que el jugador pugui viure el joc fent que passi a ser el protagonista, per exemple, que si el jugador gira el cap el personatge també ho faci. Per tant, en la nova generació de videojocs el seguiment de cares serà molt important.
Avui dia, també podem trobar molts projectes d'universitats o empreses que han invertit en l'estudi d'aquests sistemes:
- “VISCA” seguiment de cares robotitzat[6]
- Combined face tracking and speech recognition[7]